# Arrondissement Chalon-sur-Saône
Arrondissement Chalon-sur-Saône je francouzský arrondissement ležící v departementu Saône-et-Loire v regionu Burgundsko. Člení se dále na 15 kantonů a 151 obcí.

## Kantony
- Buxy
- Chagny
- Chalon-sur-Saône-Centre
- Chalon-sur-Saône-Nord
- Chalon-sur-Saône-Ouest
- Chalon-sur-Saône-Sud
- Givry
- Mont-Saint-Vincent
- Montceau-les-Mines-Nord
- Montceau-les-Mines-Sud
- Montchanin
- Saint-Germain-du-Plain
- Saint-Martin-en-Bresse
- Sennecey-le-Grand
- Verdun-sur-le-Doubs